# Hon'inbō
Lo Hon'inbō (本因坊?) è un importante titolo conferito al vincitore dell'omonimo torneo giapponese di Go.
Nato inizialmente come il nome di una dinastia di goisti di elevato livello, una delle quattro casate che si contendevano il titolo di godokoro, nel XX secolo divenne un titolo a disposizione della federazione giapponese, che decise di assegnarlo al vincitore di una competizione. Per tradizione il vincitore del torneo si fregia di tale titolo mentre è in carica, e chiunque detenga il titolo per cinque edizioni consecutive entra a far parte della dinastia originaria.

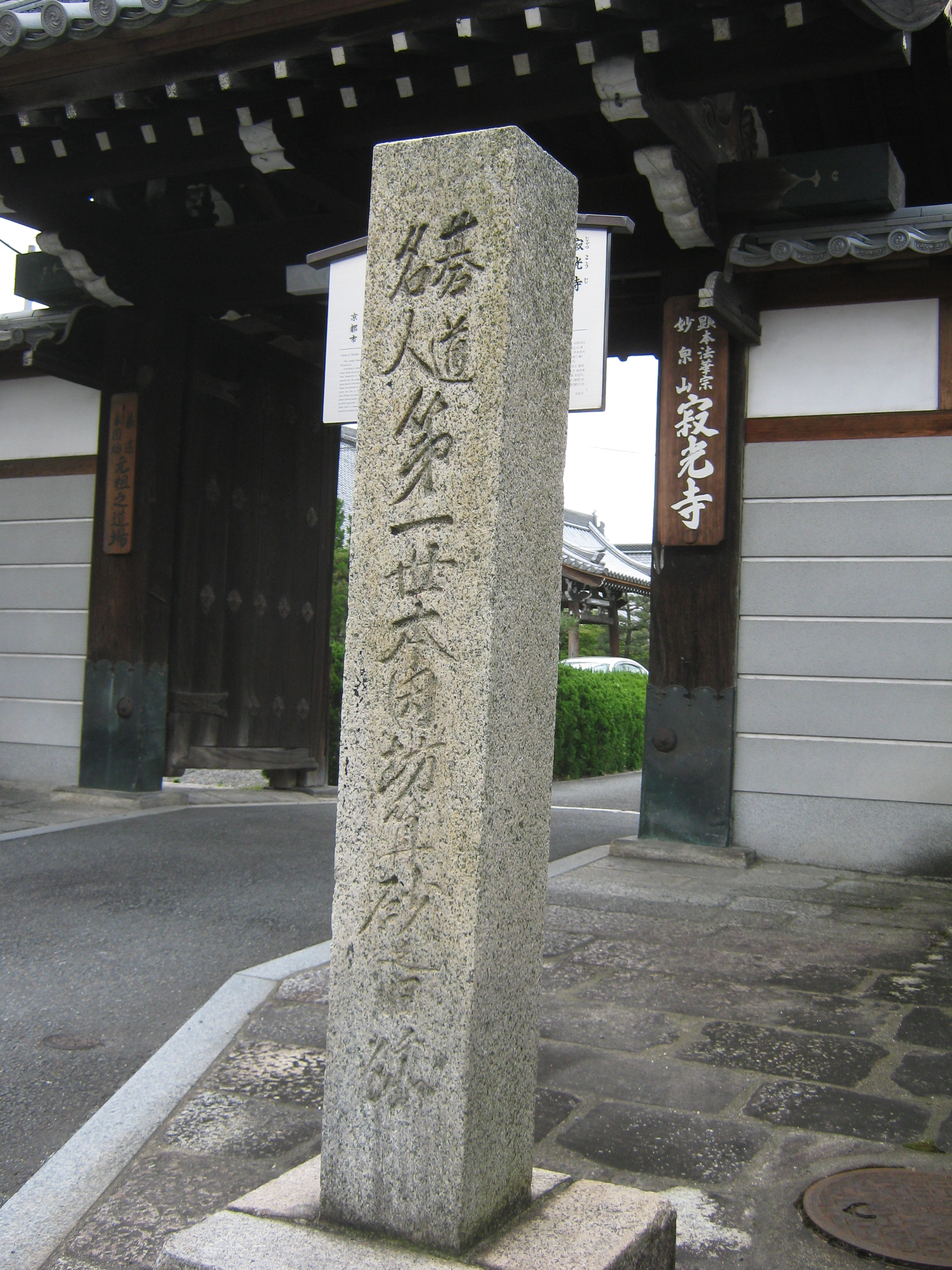
Il luogo dove è stato giocato il primo torneo Hon'inbō a Kyoto

## Storia
Durante il periodo Edo veniva conferito il titolo di Hon'inbō al maestro dell'omonima scuola di Go, uno dei quattro tradizionali casati che addestravano i futuri professionisti. La scuola Hon'inbō venne fondata da Hon'inbō Sansa attorno al 1603, successivamente alla riunificazione del Giappone compiuta da Tokugawa Ieyasu. La scuola da lui creata durò fino al XX secolo, quando l'ultimo maestro ereditario, Hon'inbō Shūsai cedette la selezione dei successori alla Nihon Ki-in.

### Capi storici della casa di Hon'inbō
- I Hon'inbō, Sansa (算砂, 1612–1623)
- II Hon'inbō, San'etsu (算悦, 1630–1658)
- III Hon'inbō, Dōetsu (道悦, 1658–1677)
- IV Hon'inbō, Dōsaku (道策, 1677-1702)
  - successore nominato, Dōteki (道的) (morto prematuramente)
  - successore nominato, Sakugen(策元)
- V Hon'inbō, Dōchi (道知, 1702-1727)
- VI Hon'inbō, Chihaku (知伯, 1727-1733)
- VII Hon'inbō, Shuhaku (秀伯, 1733-1741)
- VIII Hon'inbō, Hakugen (伯元, 1741-1754)
- IX Hon'inbō, Satsugen (察元, 1754-1788)
- X Hon'inbō, Retsugen (烈元, 1788-1808)
- XI Hon'inbō, Genjo (元丈, 1809-1827)
- XII Hon'inbō, Jōwa (丈和, 1827-1839)
- XIII Hon'inbō, Josaku (丈策, 1839-1847)
- XIV Hon'inbō, Shuwa (秀和, 1847-1873)
  - successore nominato, Shūsaku (秀策)
- XV Hon'inbō, Shuetsu (秀悦, 1873-1879)
- XVI Hon'inbō, Shugen (秀元, 1879-1884)[1]
- XVII Hon'inbō, Shuei (秀栄, 1884-1886)[2]
- XVIII Hon'inbō, Shuho (秀甫, 1886)
- XIX Hon'inbō, Shuei (秀栄, 1887-1907)[2]
- XX Hon'inbō, Shugen (秀元, 1907-1908)[1]
- XXI Hon'inbō, Shūsai (秀哉, 1908-1940)

### Partita della bomba atomica
Nel corso della finale della terza edizione dell'Hon'inbō, disputata tra il detentore del titolo Utaro Hashimoto e lo sfidante Kaoru Iwamoto, si tenne un incontro passato alla storia come la partita della bomba atomica: i due goisti, infatti, si trovavano a Hiroshima ed erano pronti a riprendere il loro incontro quando fu effettuato il bombardamento atomico della città giapponese, il 6 agosto 1945.

## Caratteristiche
Quello di Hon'inbō è il più antico titolo di Go giapponese. Sponsorizzato dal Mainichi Shinbun e organizzato congiuntamente dalla Nihon Ki-in e dalla Kansai Ki-in, prevede una borsa di 32 milioni di yen per il vincitore (circa 225.500 euro), ridotti a 8,5 milioni a partire dalla settantanovesima edizione (€ 54000 circa).
Come altri tornei di Go e Shōgi, sono previsti dei round preliminari, inizialmente ad eliminazione diretta, successivamente all'italiana, tra i vari professionisti per decretare lo sfidante al titolo dell'attuale detentore. La sfida tra il difensore del titolo e lo sfidante è al meglio di sette partite. Qualificandosi per la lega del torneo preliminare garantisce la promozione a 7 dan, vincere la stessa la promozione a 8 dan, mentre il conseguimento del titolo di Hon'inbō comporta l'automatica promozione a 9 dan, il grado più alto.
Inoltre è previsto che i goisti che riescano a detenere il titolo per almeno cinque volte consecutive siano riconosciuti come Hon'inbō onorario: tali giocatori sono considerati come i legittimi successori dei maestri Hon'inbō ereditari e assumono il nome «[ordinale]-sei Hon'inbō [nome scelto]». I detentori di tale titolo sono:
- Kaku Takagawa (1956), 22-sei Hon'inbō Shūkaku,
- Eio Sakata (1965), 23-sei Hon'inbō Eiju,
- Yoshio Ishida (1975), 24-sei Hon'inbō Shūhō,
- Cho Chikun (1993), 25-sei Hon'inbō Chikun,
- Yūta Iyama (2016), 26-sei Hon'inbō Monyū.

## Albo d'oro
| Edizione     | Anno | Vincitore       | Risultato | Sfidante            |
| ------------ | ---- | --------------- | --------- | ------------------- |
| 1° Hon'inbō  | 1941 | Riichi Sekiyama | 3–3       | Shin Kato           |
| 2° Hon'inbō  | 1943 | Utaro Hashimoto | 2–0       | Riichi Sekiyama     |
| 3° Hon'inbō  | 1945 | Kaoru Iwamoto   | 3–3 (2–0) | Utaro Hashimoto     |
| 4° Hon'inbō  | 1947 | Kaoru Iwamoto   | 3–2       | Minoru Kitani       |
| 5° Hon'inbō  | 1950 | Utaro Hashimoto | 4–0       | Kaoru Iwamoto       |
| 6° Hon'inbō  | 1951 | Utaro Hashimoto | 4–3       | Eio Sakata          |
| 7° Hon'inbō  | 1952 | Kaku Takagawa   | 4–1       | Utaro Hashimoto     |
| 8° Hon'inbō  | 1953 | Kaku Takagawa   | 4–2       | Minoru Kitani       |
| 9° Hon'inbō  | 1954 | Kaku Takagawa   | 4–2       | Masao Sugiuchi      |
| 10° Hon'inbō | 1955 | Kaku Takagawa   | 4–0       | Toshihiro Shimamura |
| 11° Hon'inbō | 1956 | Kaku Takagawa   | 4–2       | Toshihiro Shimamura |
| 12° Hon'inbō | 1957 | Kaku Takagawa   | 4–2       | Hosai Fujisawa      |
| 13° Hon'inbō | 1958 | Kaku Takagawa   | 4–2       | Masao Sugiuchi      |
| 14° Hon'inbō | 1959 | Kaku Takagawa   | 4–2       | Minoru Kitani       |
| 15° Hon'inbō | 1960 | Kaku Takagawa   | 4–2       | Hideyuki Fujisawa   |
| 16° Hon'inbō | 1961 | Eio Sakata      | 4–1       | Kaku Takagawa       |
| 17° Hon'inbō | 1962 | Eio Sakata      | 4–1       | Dogen Handa         |
| 18° Hon'inbō | 1963 | Eio Sakata      | 4–2       | Kaku Takagawa       |
| 19° Hon'inbō | 1964 | Eio Sakata      | 4–0       | Kaku Takagawa       |
| 20° Hon'inbō | 1965 | Eio Sakata      | 4–0       | Toshiro Yamabe      |
| 21° Hon'inbō | 1966 | Eio Sakata      | 4–0       | Hideyuki Fujisawa   |
| 22° Hon'inbō | 1967 | Eio Sakata      | 4–1       | Rin Kaiho           |
| 23° Hon'inbō | 1968 | Rin Kaiho       | 4–3       | Eio Sakata          |
| 24° Hon'inbō | 1969 | Rin Kaiho       | 4–2       | Masao Katō          |
| 25° Hon'inbō | 1970 | Rin Kaiho       | 4–0       | Eio Sakata          |
| 26° Hon'inbō | 1971 | Yoshio Ishida   | 4–2       | Rin Kaiho           |
| 27° Hon'inbō | 1972 | Yoshio Ishida   | 4–3       | Rin Kaiho           |
| 28° Hon'inbō | 1973 | Yoshio Ishida   | 4–0       | Rin Kaiho           |
| 29° Hon'inbō | 1974 | Yoshio Ishida   | 4–3       | Masaki Takemiya     |
| 30° Hon'inbō | 1975 | Yoshio Ishida   | 4–3       | Eio Sakata          |
| 31° Hon'inbō | 1976 | Masaki Takemiya | 4–1       | Yoshio Ishida       |
| 32° Hon'inbō | 1977 | Masao Katō      | 4–1       | Masaki Takemiya     |
| 33° Hon'inbō | 1978 | Masao Katō      | 4–3       | Yoshio Ishida       |
| 34° Hon'inbō | 1979 | Masao Katō      | 4–1       | Rin Kaiho           |
| 35° Hon'inbō | 1980 | Masaki Takemiya | 4–1       | Masao Katō          |
| 36° Hon'inbō | 1981 | Cho Chikun      | 4–2       | Masaki Takemiya     |
| 37° Hon'inbō | 1982 | Cho Chikun      | 4–2       | Kōichi Kobayashi    |
| 38° Hon'inbō | 1983 | Rin Kaiho       | 4–3       | Cho Chikun          |
| 39° Hon'inbō | 1984 | Rin Kaiho       | 4–1       | Shuzo Awaji         |
| 40° Hon'inbō | 1985 | Masaki Takemiya | 4–1       | Rin Kaiho           |
| 41° Hon'inbō | 1986 | Masaki Takemiya | 4–1       | Hiroshi Yamashiro   |
| 42° Hon'inbō | 1987 | Masaki Takemiya | 4–0       | Hiroshi Yamashiro   |
| 43° Hon'inbō | 1988 | Masaki Takemiya | 4–3       | Hideo Otake         |
| 44° Hon'inbō | 1989 | Cho Chikun      | 4–0       | Masaki Takemiya     |
| 45° Hon'inbō | 1990 | Cho Chikun      | 4–3       | Kōichi Kobayashi    |
| 46° Hon'inbō | 1991 | Cho Chikun      | 4–2       | Kōichi Kobayashi    |
| 47° Hon'inbō | 1992 | Cho Chikun      | 4–3       | Kōichi Kobayashi    |
| 48° Hon'inbō | 1993 | Cho Chikun      | 4–1       | Hiroshi Yamashiro   |
| 49° Hon'inbō | 1994 | Cho Chikun      | 4–3       | Satoshi Kataoka     |
| 50° Hon'inbō | 1995 | Cho Chikun      | 4–1       | Masao Katō          |
| 51° Hon'inbō | 1996 | Cho Chikun      | 4–2       | Ryu Shikun          |
| 52° Hon'inbō | 1997 | Cho Chikun      | 4–0       | Masao Katō          |
| 53° Hon'inbō | 1998 | Cho Chikun      | 4–2       | Ō Rissei            |
| 54° Hon'inbō | 1999 | Cho Sonjin      | 4–2       | Cho Chikun          |
| 55° Hon'inbō | 2000 | Ō Meien         | 4–2       | Cho Sonjin          |
| 56° Hon'inbō | 2001 | Ō Meien         | 4–3       | Cho U               |
| 57° Hon'inbō | 2002 | Masao Katō      | 4–2       | Ō Meien             |
| 58° Hon'inbō | 2003 | Cho U           | 4–2       | Masao Katō          |
| 59° Hon'inbō | 2004 | Cho U           | 4–2       | Norimoto Yoda       |
| 60° Hon'inbō | 2005 | Shinji Takao    | 4–1       | Cho U               |
| 61° Hon'inbō | 2006 | Shinji Takao    | 4–2       | Kimio Yamada        |
| 62° Hon'inbō | 2007 | Shinji Takao    | 4–1       | Norimoto Yoda       |
| 63° Hon'inbō | 2008 | Naoki Hane      | 4–3       | Shinji Takao        |
| 64° Hon'inbō | 2009 | Naoki Hane      | 4–2       | Shinji Takao        |
| 65° Hon'inbō | 2010 | Keigo Yamashita | 4–1       | Naoki Hane          |
| 66° Hon'inbō | 2011 | Keigo Yamashita | 4–3       | Naoki Hane          |
| 67° Hon'inbō | 2012 | Yūta Iyama      | 4–3       | Keigo Yamashita     |
| 68° Hon'inbō | 2013 | Yūta Iyama      | 4–3       | Shinji Takao        |
| 69° Hon'inbō | 2014 | Yūta Iyama      | 4–1       | Atsushi Ida         |
| 70° Hon'inbō | 2015 | Yūta Iyama      | 4–1       | Keigo Yamashita     |
| 71° Hon'inbō | 2016 | Yūta Iyama      | 4–1       | Shinji Takao        |
| 72° Hon'inbō | 2017 | Yūta Iyama      | 4–0       | Katsuya Motoki      |
| 73° Hon'inbō | 2018 | Yūta Iyama      | 4–1       | Keigo Yamashita     |
| 74° Hon'inbō | 2019 | Yūta Iyama      | 4–2       | Rin Kono            |
| 75° Hon'inbō | 2020 | Yūta Iyama      | 4–1       | Toramaru Shibano    |
| 76° Hon'inbō | 2021 | Yūta Iyama      | 4–3       | Toramaru Shibano    |
| 77° Hon'inbō | 2022 | Yūta Iyama      | 4–0       | Ryo Ichiriki        |
| 78° Hon'inbō | 2023 | Ryo Ichiriki    | 4–3       | Yūta Iyama          |
| 79° Hon'inbō | 2024 | Ryo Ichiriki    | 3–0       | Yu Zhengqi          |
| 80° Hon'inbō | 2025 | Ryo Ichiriki    | 3–2       | Toramaru Shibano    |

## Vincitori
| Giocatore       | Titoli | Anni                  |
| --------------- | ------ | --------------------- |
| Cho Chikun      | 12     | 1981, 1982, 1989-1998 |
| Yūta Iyama      | 11     | 2012-2022             |
| Kaku Takagawa   | 9      | 1952-1960             |
| Eio Sakata      | 7      | 1961-1967             |
| Masaki Takemiya | 6      | 1976, 1980, 1985-1988 |
| Rin Kaiho       | 5      | 1968-1970, 1983, 1984 |
| Yoshio Ishida   | 5      | 1971-1975             |
| Masao Katō      | 4      | 1977-1979, 2002       |
| Utaro Hashimoto | 3      | 1943, 1950, 1951      |
| Shinji Takao    | 3      | 2005-2007             |
| Kaoru Iwamoto   | 2      | 1945, 1947            |
| O Meien         | 2      | 2000, 2001            |
| Cho U           | 2      | 2003, 2004            |
| Naoki Hane      | 2      | 2008, 2009            |
| Keigo Yamashita | 2      | 2010,2011             |
| Ryō Ichiriki    | 2      | 2023, 2024            |
| Riichi Sekiyama | 1      | 1941                  |
| Cho Sonjin      | 1      | 1999                  |